# هيلين كاروثرز
هيلين كاروثرز (بالإنجليزية:Helen Carruthers) (مواليد 1892 - وفيات 1925) ممثلة أمريكية في عصر السينما الصامتة. ومن المعروف كاروثرز لعملها في الأفلام الكوميدية كيستون.

## روابط خارجية
- هيلين كاروثرز على موقع IMDb (الإنجليزية)
- هيلين كاروثرز على موقع أول موفي (الإنجليزية)
- هيلين كاروثرز على موقع قاعدة بيانات الفيلم (الإنجليزية)

- http://www.imdb.com/name/nm4004332/